# Nikomedeskirche (Hildrizhausen)

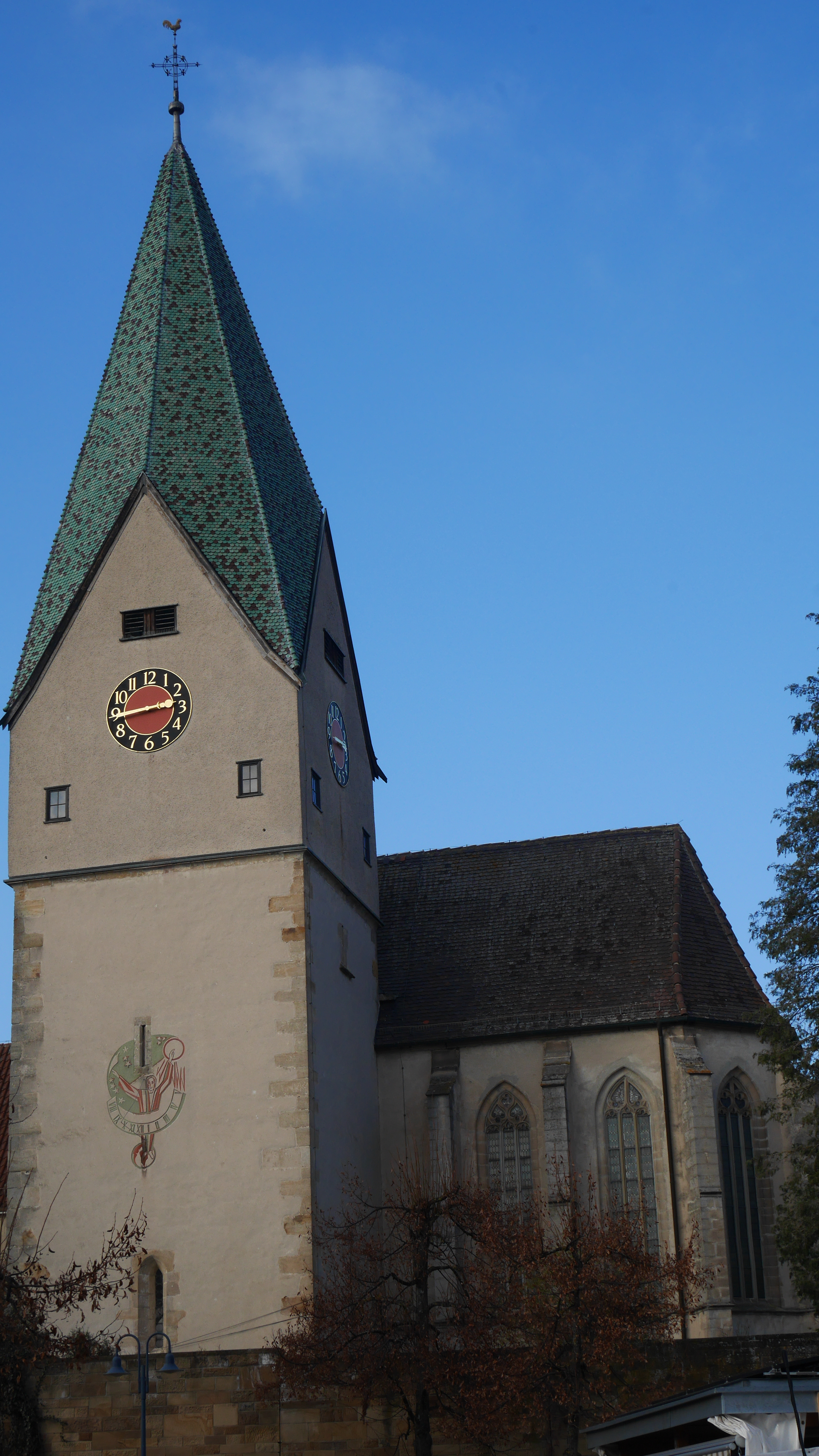
Nikomedeskirche (Hildrizhausen)

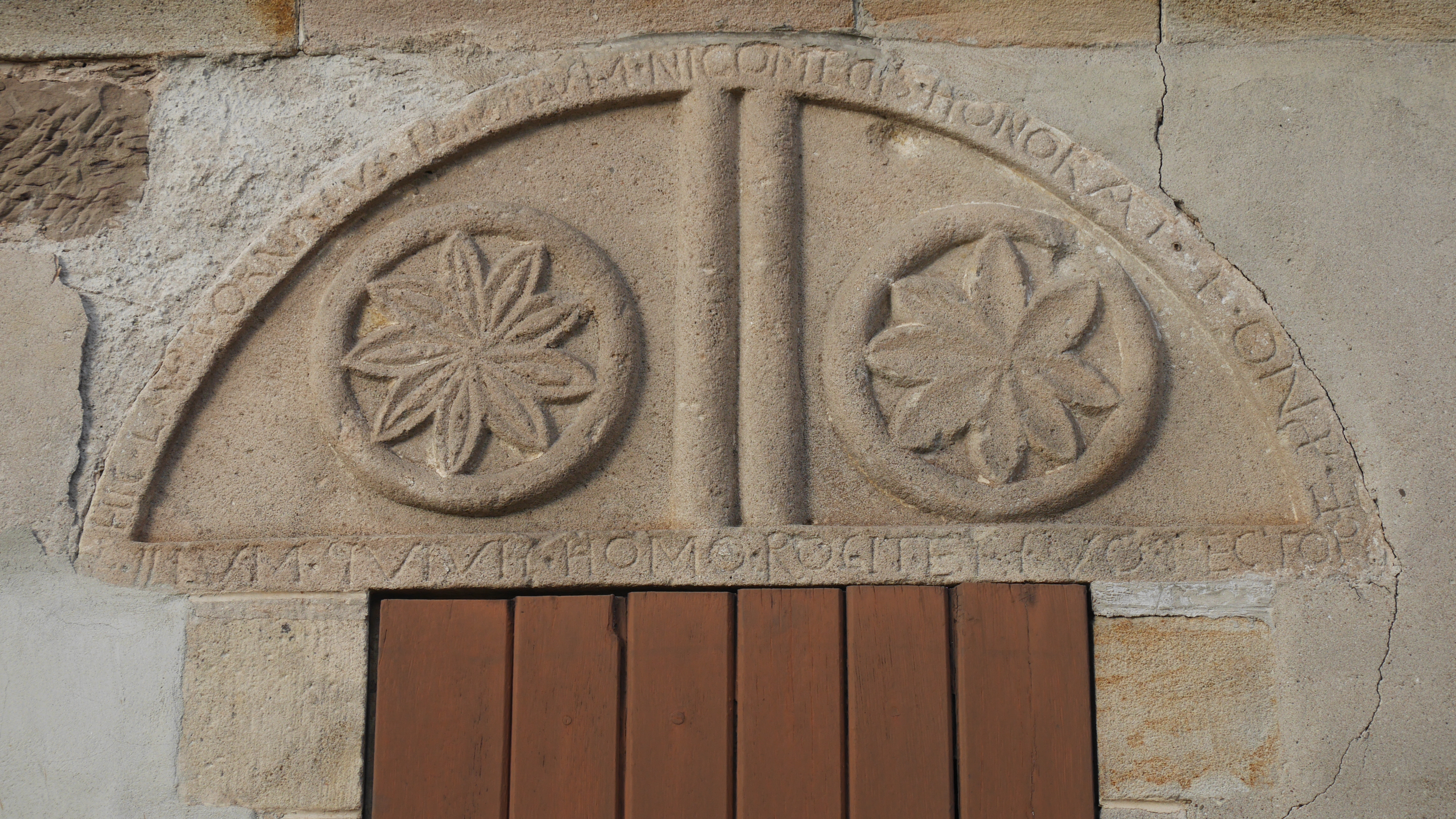
Tympanon Detail

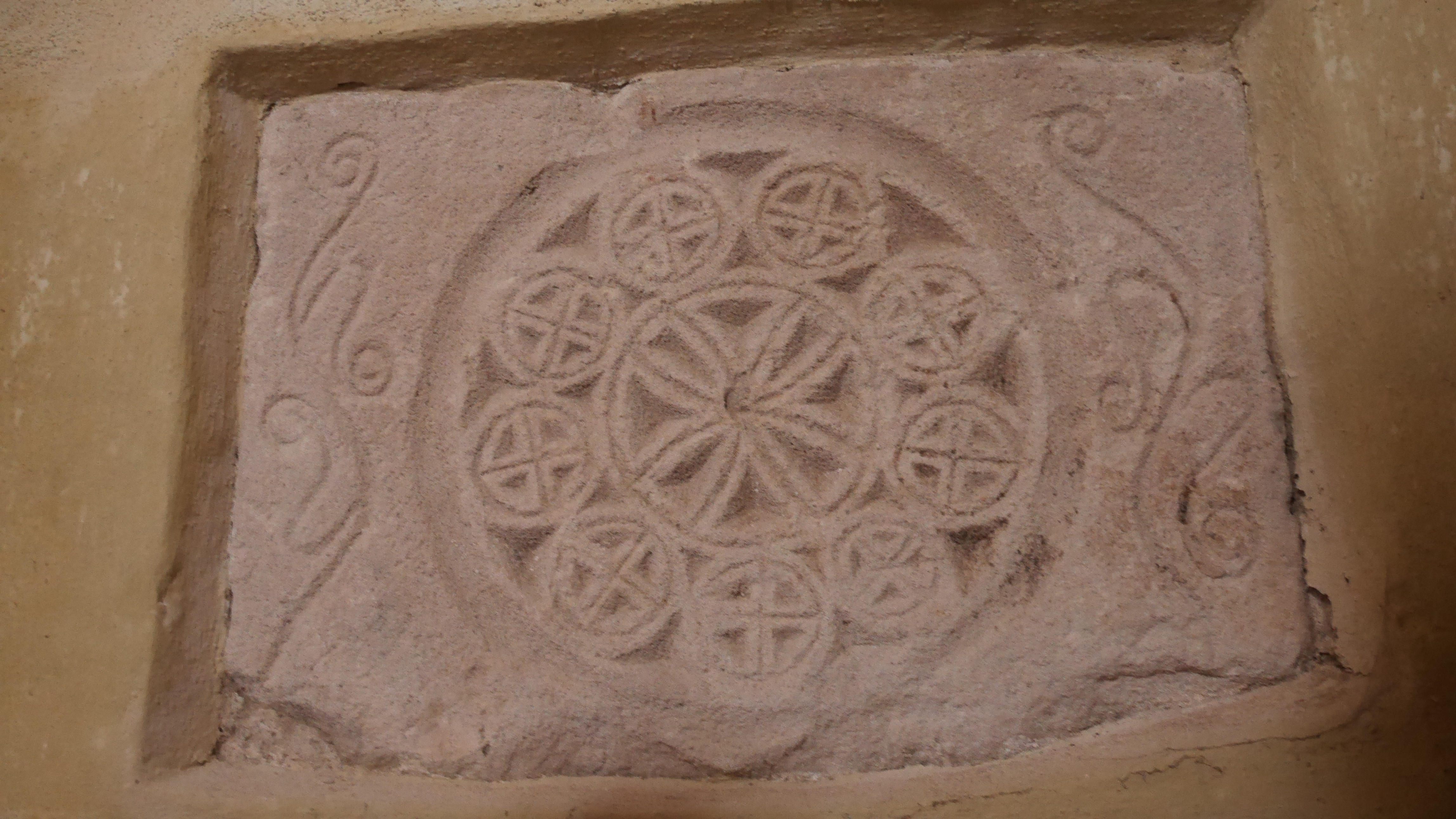
Radstein in der Turmkapelle

Die evangelische Nikomedeskirche ist ein Kirchengebäude in Hildrizhausen im Landkreis Böblingen, Baden-Württemberg. Um 1050 wurde die Kirche im romanischen Stil als dreischiffige Pfeilerbasilika mit eingezogenem Querschiff errichtet. Sie ist eine der ältesten Kirchen Süddeutschlands.

## Geschichte
Durch die Gründung eines Kollegiatstiftes an der Pfarrkirche St. Nikomedes wurde der Bau der Kirche von den Grafen von Hildrizhausen in Auftrag gegeben. Die Dachkonstruktion wurde nach einer dendrochronologischen Untersuchung auf 1365/68 datiert. Der Kirchturm stammt ebenfalls aus dieser Zeit. 1515 stellte Jakob Haltmayer den gotischen Chor fertig. Die heutige Kirche ist als dreischiffige romanische Basilika etwa zur gleichen Zeit wie die Sindelfinger Stiftskirche St. Martin errichtet worden. Das Chorherrenstift von Hildrizhausen wurde 1439 dem Stift Herrenberg eingegliedert. Die Reformation beendete das Stiftsleben. Die Kirche wurde häufig ausgebessert, jedoch blieb das Erscheinungsbild mit dem romanischen Kirchenschiff, dem wuchtigen Turm und dem gotischen Chor unverändert.

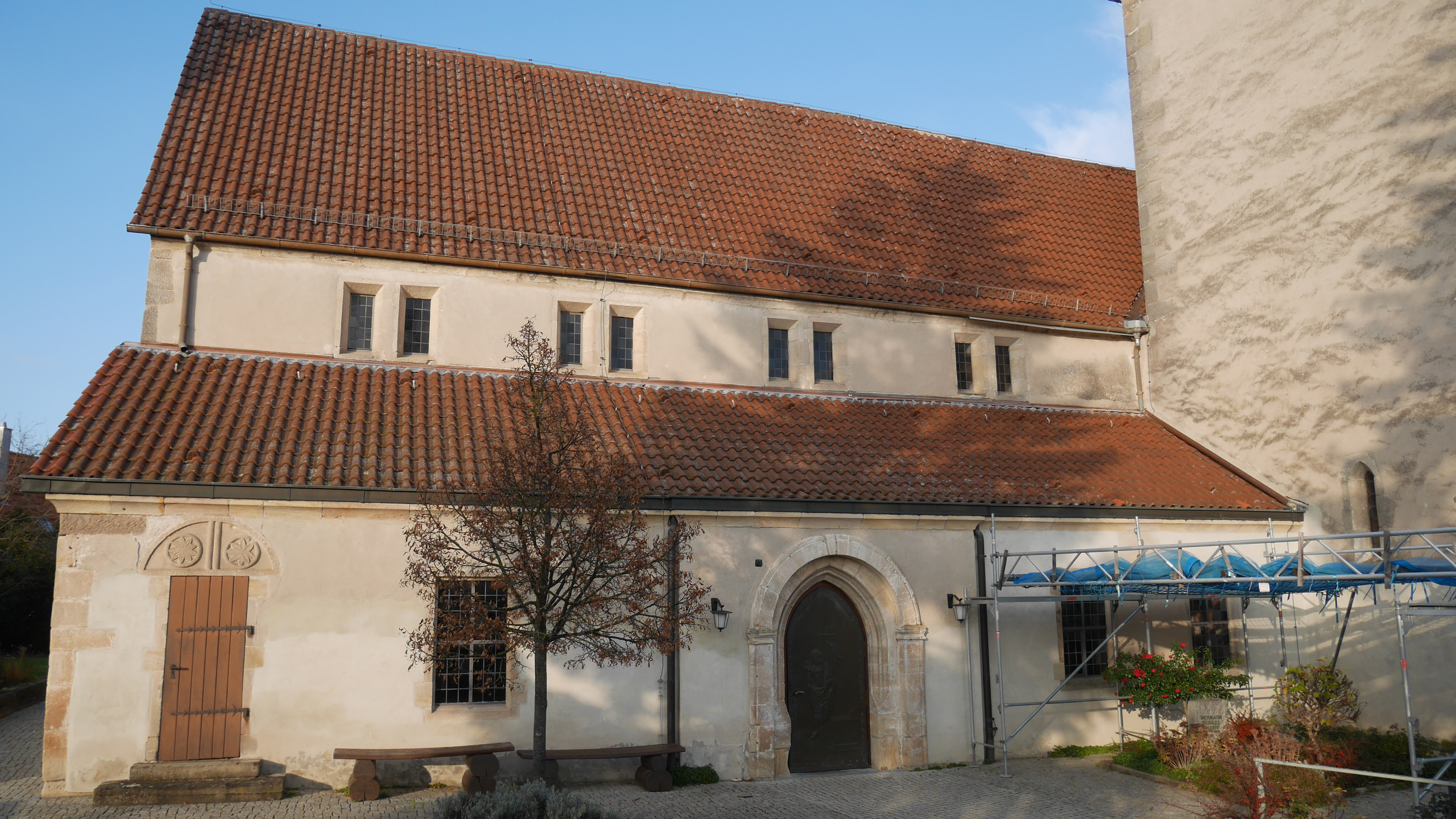
Südseite Langhaus
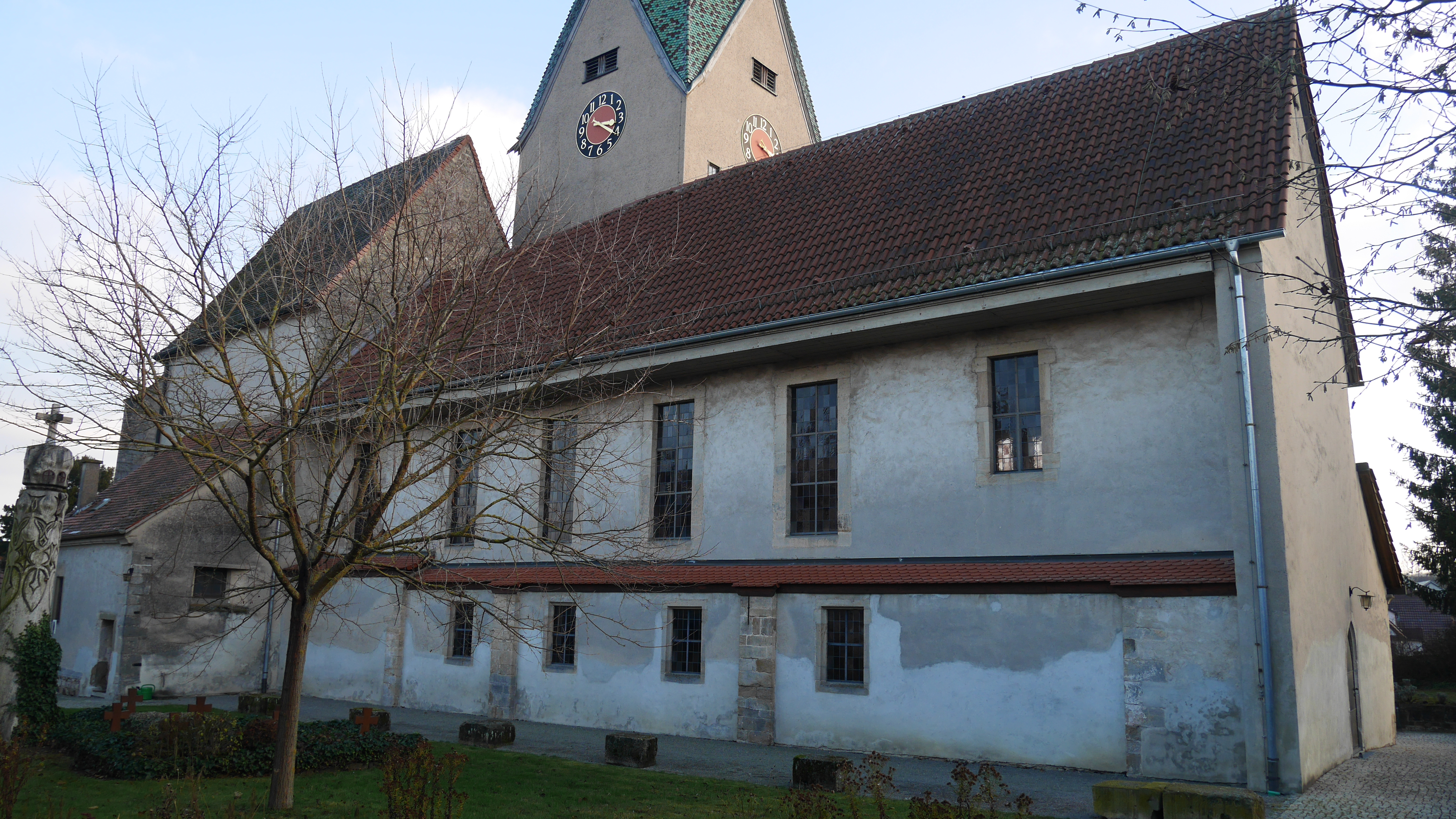
Nordansicht
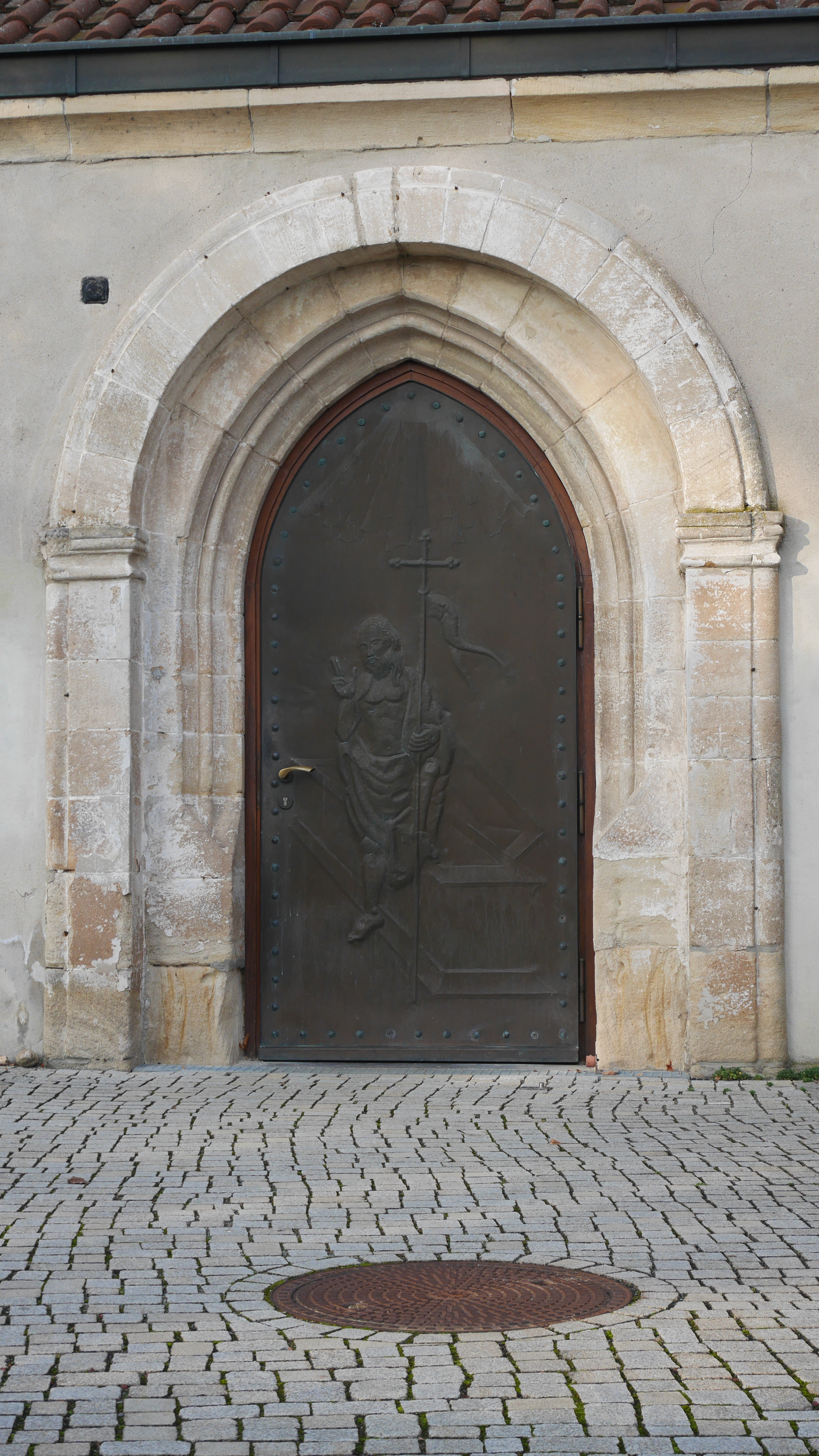
Portal Süd
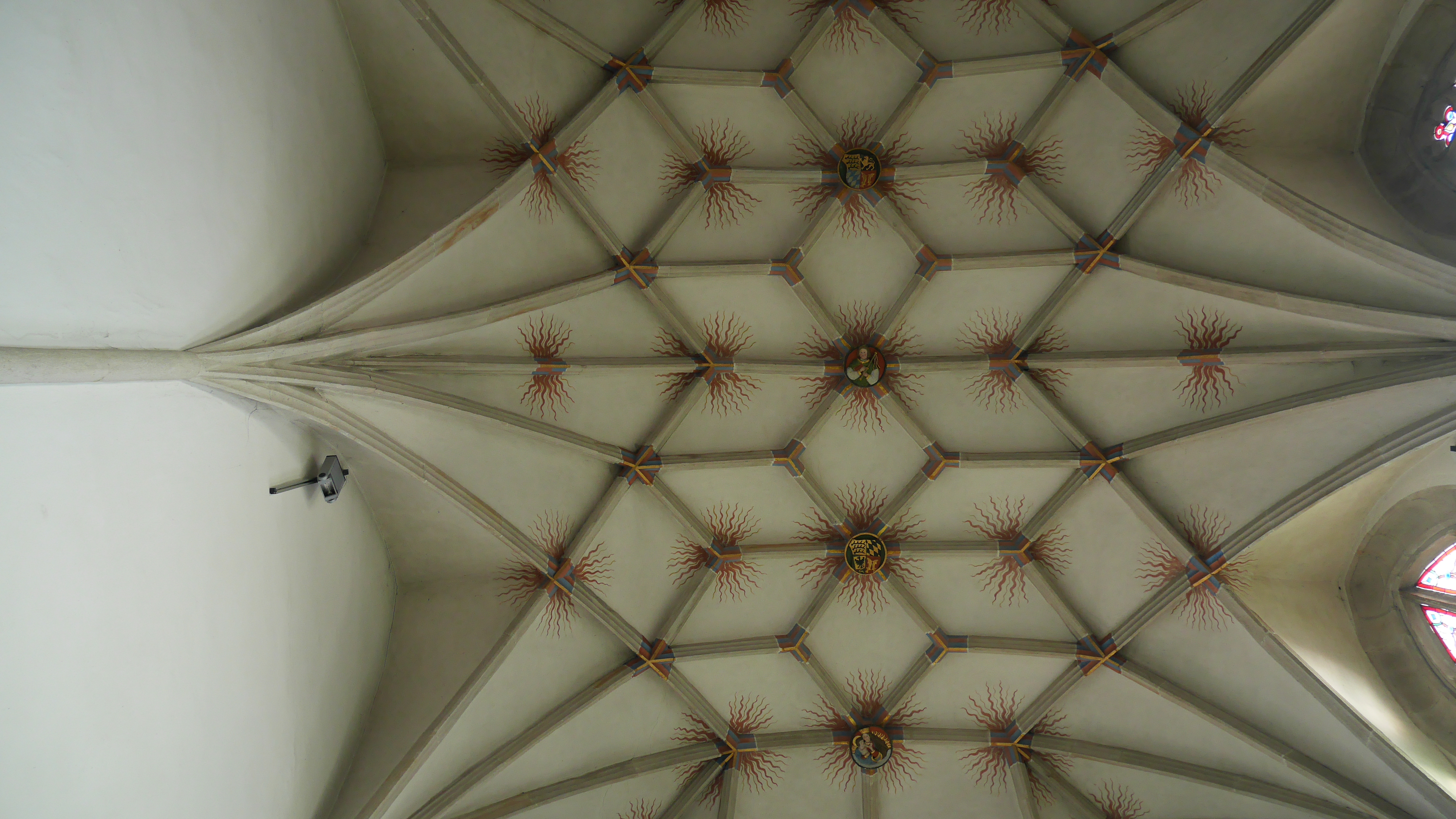
Netzgewölbe Chor
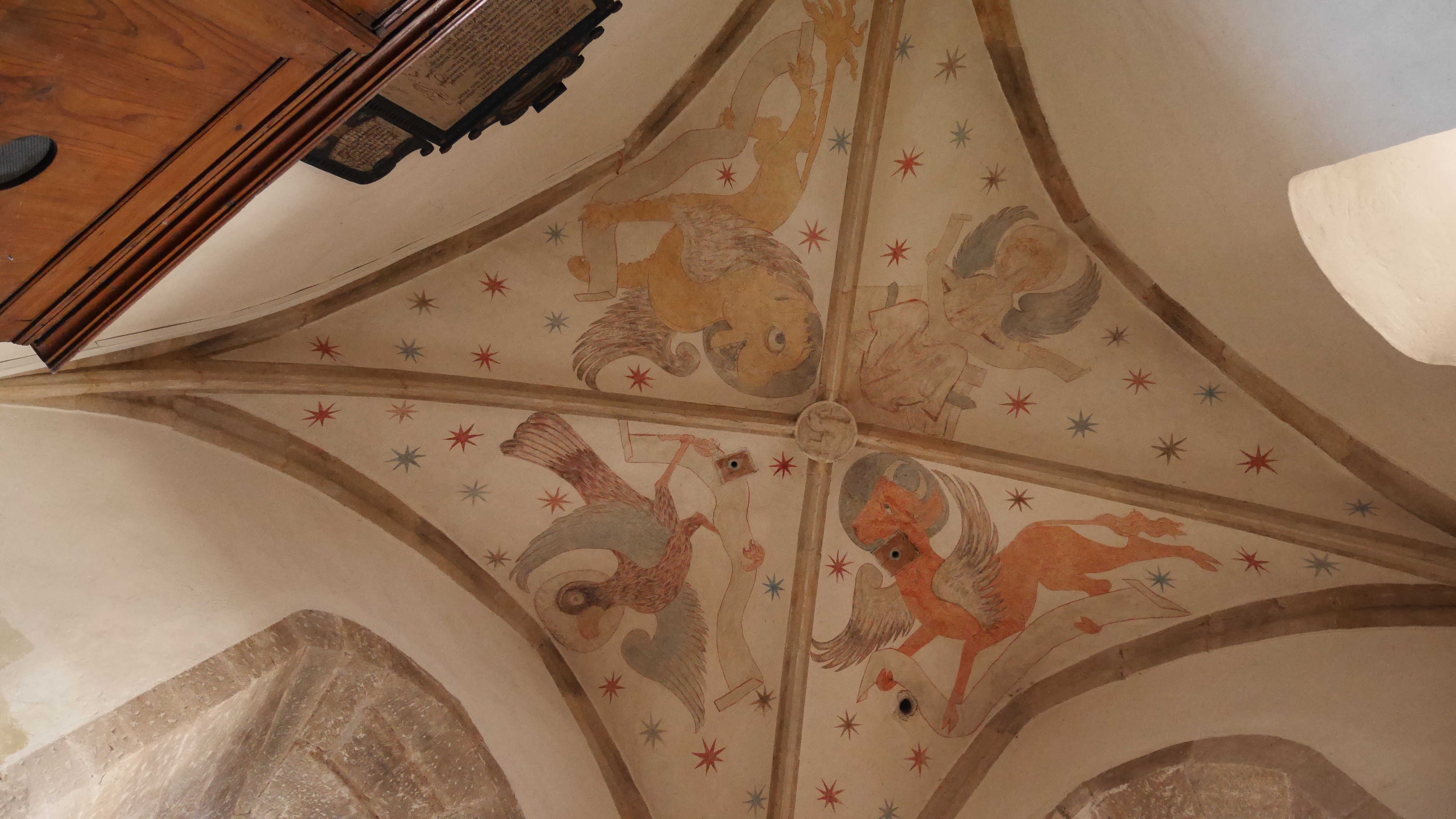
Turm Gewölbe mit Evangelisten
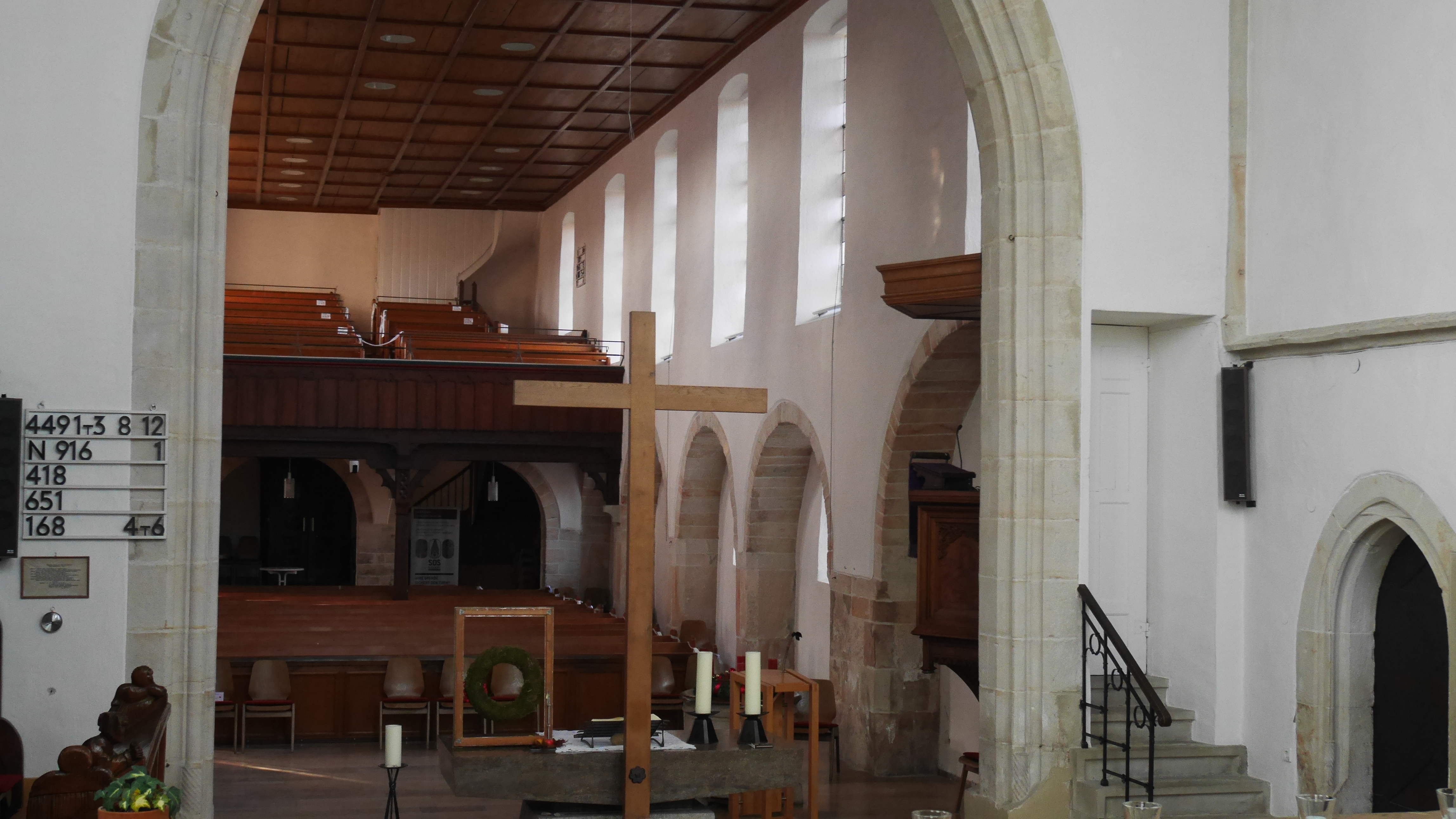
Blick vom Chor ins Langhaus

Das Tympanon, der sogenannte Nikomedesstein, (mit Umschrift) auf der Südseite als Türsturz angebracht und ein Stein mit Radrelief in der Turmkapelle eingemauert stammen aus der Zeit vor 1200. Das Tympanon war zuvor über dem ehemaligen romanischen Hauptportal der Kirche vermauert. Der Stein zeigt in einem halbrunden Bogenfeld, das von einem Doppelwulst unterteilt wird, links im Viertelkreis eine neunblättrige Rosette und rechts eine achtblättrige. Die Umschrift auf dem Stein nennt den Heiligen Nikomedes als Namenspatron der Kirche. Die lateinische Inschrift war ursprünglich dreizeilig, ist aber nur noch zweizeilig erhalten. Sie lautet: Hic lapis ornatus templum Nicomedis honorat, Illum quivis homo rogitet sua pectore prono. Die dritte Zeile lautete: Quod delicta sibi demat pro Nomine Christi. Deutsch: Dieser geschmückte Stein ehrt das Gotteshaus des Nikomedes. Zu ihm fleht ein jeder Mensch offenen Herzens, weil Verfehlungen er tilgt im Namen Christi.